# Robinsonia rockstonia
Robinsonia rockstonia är en fjärilsart som beskrevs av William Schaus 1905. Robinsonia rockstonia ingår i släktet Robinsonia och familjen björnspinnare. Inga underarter finns listade.